# Prism (zespół muzyczny)
Prism – japoński zespół jazz-rockowy, sformowana w 1975 roku, którego założycielami byli Akira Wada, Ken Watanabe, Daisaku Kume, Kohki Itoh, Katsutoshi Morizono oraz Rika Suzuki. Pierwszy album w 1977 roku, jak i kolejne trzy płyty formacji, wydane zostały przez Polydor Records. Formacja działała do 2018 roku, zaś jej członkowie nadal występują razem w projekcie muzycznym Professionalisms, z udziałem zmieniających się muzyków.

## Dyskografia[3]
- Prism (1977)
- Scond Thought/Second Move (1978)
- Prism III (1979)
- Prism LIVE (1979)
- Surprise (1980)
- Community Illusion (1981)
- Live Alive (absolutely) (1981)
- Visions (1982)
- ∞ (永久機関) (1983)
- Nothin' Unusual (1985)
- Dreamin' (1986)
- Live Alive vol. II (1987)
- The Silence Of The Motion (1987)
- Mother Earth (1990)
- Rejuvenation (1991)
- A Personal Change (1992)
- Prism Jam (1995)
- Uncovered (1995)
- Prismania (1997)
- Whiter (1997)
- In The Last Resort (2001)
- Present I (2003)
- Present II (2003)
- 【mju:】 (2003)
- 1977 Live at Sugino Kodo (2004)
- Homecoming 2004 (2004)
- 三位一体 (2005)
- blue... (2007)
- Invite (2009)
- Place in the sky (2011)
- Mode : ODD (2013)